# Segundo Gabinete de Joko Widodo
El Gabinete Indonesia Adelante (en indonesio: Kabinet Indonesia Maju) fue el 41º Gabinete de Indonesia. Fue anunciado por el presidente de Indonesia, Joko Widodo del Partido Democrático Indonesio-Lucha (PDI-P), el 23 de octubre de 2019. Es el segundo gabinete de Joko Widodo ya que este ganó su reelección en las elecciones presidenciales de 2019, dejando de lado su primer gabinete que se llamó: Gabinete de Trabajo (en indonesio: Kabinet Kerja) Hasta ahora, el presidente ha reorganizado el gabinete en seis ocasiones: la primera en diciembre de 2020, la segunda en abril de 2021, la tercera en marzo de 2022, la cuarta en junio de 2022, la quinta en septiembre de 2022 y la sexta en abril de 2023.

## Reorganizaciones

### Primera reorganización
El 22 de diciembre de 2020, el presidente reemplazó a seis ministros. La incorporación más notable al gabinete fue el empresario Sandiaga Uno. Su admisión en el gabinete fue después de ser excompañero de fórmula en las elecciones presidenciales de 2019, de Prabowo Subianto del Movimiento Gran Indonesia (GERINDA), el rival del presidente electo Joko Widodo. Esto hizo que fuera la primera vez en la historia de Indonesia que todos los ex contendientes de una sola elección presidencial estuvieran en el mismo gabinete. Los nuevos ministros prestaron juramento el 23 de diciembre de 2020. También se designaron cinco viceministros, tres de ellos para nuevos cargos de viceministro.

### Segunda reorganización
El 30 de marzo de 2021, el presidente propuso al Consejo Representativo del Pueblo cambios en la estructura de su gabinete, buscando fusionar el Ministerio de Investigación y Tecnología y el Ministerio de Educación y Cultura en un solo ministerio denominado Ministerio de Educación, Cultura, Investigación. y Tecnología. También propuso un nuevo ministerio, el Ministerio de Inversiones, que se escindiría del Ministerio Coordinador de Asuntos Marítimos y de Inversiones, pero que permanecería bajo la coordinación de este último, mientras que la Agencia Nacional de Investigación e Innovación se separaría como una nueva agencia no ministerial. El 9 de abril de 2021, el Consejo Representativo del Pueblo aprobó los cambios. El 13 de abril de 2021, el portavoz presidencial Ali Mochtar Ngabalin dijo que la segunda reorganización se llevaría a cabo en la segunda semana de abril. Sin embargo, la reorganización se anunció el 28 de abril de 2021. Inusualmente, no solo reorganizó a algunos ministros, sino que también disolvió una institución ministerial a mitad de período.

### Tercera reorganización
Desde que el Partido del Mandato Nacional se unió a la coalición de gobierno el 25 de agosto de 2021, ha habido controversia sobre una posible remodelación del tercer gabinete para permitir que el partido se una al gabinete. El 23 de septiembre de 2021, el partido declaró estar listo para realizarse y contribuir junto con el gobierno en el gabinete. Se dijo que la tercera reorganización tendrá lugar entre finales de septiembre de 2021 y principios de octubre de 2021; sin embargo, la fecha límite pasó y no se llevó a cabo ninguna reorganización. El 25 de octubre de 2021, el presidente Portavoz Fadjroel Rachman fue nombrado Embajador de Indonesia en Kazajistán, dejando su puesto vacante. El puesto lo ocupó entonces el propio Joko Widodo.
El 17 de noviembre de 2021 volvió a surgir la cuestión de la tercera reorganización. Sin embargo, fuentes de funcionarios del presidente no identificados revelaron que la reorganización futura no se debió a problemas relacionados con el desempeño de los ministros, sino a un reemplazo después de que varios ministros contrajeron COVID-19 y quedaron discapacitados físicamente, lo que limitó gravemente su capacidad para desempeñar sus cargos. Desde finales de 2020, Joko Widodo abrió muchos puestos de viceministro en muchos ministerios, sin embargo, los puestos aún no se han cubierto. Esto incluye el puesto de viceministro en el Ministerio de Energía y Recursos Minerales, que se suma a la larga lista de puestos vacantes de viceministro creados durante su presidencia. El 18 de noviembre de 2021, la Asamblea Consultiva Popular solicitó formalmente a Joko Widodo que realizara una reorganización lo más rápido posible debido a la gran cantidad de puestos vacantes de viceministro.
El 8 de marzo de 2022, volvió a surgir la cuestión de la tercera reorganización. Esta vez hubo un rumor de que el Partido del Mandato Nacional ganará un puesto en el gabinete y la reorganización se realizará a fines de marzo de 2022. El rumor fue rápidamente disipado por Zulkifli Hasan, el propio líder del partido. De hecho, la tercera reorganización se realizó el 10 de marzo de 2022. En la tercera reorganización, Bambang Susantono fue investido como Jefe de la Autoridad de la Ciudad Capital de Nusantara, y Dhony Rahajoe fue investido como Jefe Adjunto de la Autoridad de la Ciudad Capital de Nusantara.

### Cuarta reorganización
El 15 de junio de 2022, se llevó a cabo la cuarta reorganización. En esta reorganización se reorganizarán 2 ministros y se constituirán 3 viceministros. Queda vacante un puesto de Viceministro, Viceministro de Obras Públicas y Vivienda. La reorganización marcó la primera vez que un gabinete indonesio se reorganiza cuatro veces desde la era del Gabinete de Unidad Nacional bajo la administración de Abdurrahman Wahid que hacia parte del Partido del Despertar Nacional (PKB).

### Quinta reorganización
El 24 de junio de 2022, Tjahjo Kumolo informó que contrajo una enfermedad desconocida y fue reemplazado por Mahfud MD como Ministro interino de Reforma Administrativa y Burocrática. Murió después de ser hospitalizado en el Hospital Abdi Waluyo en Yakarta el 1 de julio de 2022. La posible quinta reorganización se anunciará más tarde después del período de duelo. Es probable que la quinta reorganización se realice después del 15 de julio de 2022, coincidiendo con el día en que finaliza el período de luto y el límite interino de Tito Karnavian. El 15 de julio, Mahfud MD fue nombrado de forma interina Ministro de Reforma Administrativa y Burocrática. El 7 de septiembre de 2022, Abdullah Azwar Anas se convierte en Ministro de Reforma Administrativa y Burocrática en la quinta reorganización.

### Sexta reorganización
El Partido Nacional Democrático (NasDem)declaró al rival político de Joko Widodo, Anies Baswedan, un político populista de derecha pro-islamista, como candidato presidencial el 3 de octubre de 2022. Como resultado, el lado pro-Joko Widodo expresó y promovió la reorganización y expulsó al Partido Nasdem del gabinete. El 23 de diciembre de 2022, Joko Widodo anunció que reorganizará su gabinete, aunque no dio muchos detalles sobre qué ministro se reorganizará. La Oficina Ejecutiva del Presidente de la República de Indonesia confirmó que la reorganización se realizará en enero de 2023, pero nunca sucedió hasta hace un tiempo.
Zainuddin Amali expresó su intención de dejar su cargo como Ministro de Asuntos de la Juventud y el Deporte después de ser elegido vicepresidente de la Asociación de Fútbol de Indonesia. Su intención finalmente se hizo realidad y Joko Widodo aceptó su renuncia el 13 de marzo de 2023. El 16 de marzo de 2023, Zainuddin Amali renunció al cargo de ministro y fue reemplazado por Muhadjir Effendy como ministro interino. La sexta reorganización se realizó el 3 de abril de 2023. En esta ocasión, Dito Ariotedjo del Partido de Grupos Funcionales (GOLKAR), designado como reemplazo de Zainuddin Amali. Fue el primer millennial indonesio designado como ministro.

### Potencial séptima reorganización
El 17 de mayo de 2023, el ministro de Tecnología de la Información y las Comunicaciones, Johnny G. Plate, fue arrestado por corrupción, dejando abierta una posible séptima reorganización. El 19 de mayo de 2023, Mahfud MD fue nombrado ministro interino. El 17 de julio de 2023, Joko Widodo reorganizó su gabinete. En esta reorganización, colocó a Budi Arie Setiadi como el nuevo ministro de Tecnologías de la Información y la Comunicación. También colocó a otros viceministros.

## Gabinete ministerial

### Presidente de la República de Indonesia
| Fotografía | Presidente  | Período               | Período               | Partido | Partido |
| Fotografía | Presidente  | Inicio                | Fin                   | Partido | Partido |
| ---------- | ----------- | --------------------- | --------------------- | ------- | ------- |
|            | Joko Widodo | 20 de octubre de 2014 | 20 de octubre de 2024 |         | PDI-P   |

### Vicepresidente de la República de Indonesia
| Fotografía | Vicepresidente | Período               | Período               | Partido | Partido |
| Fotografía | Vicepresidente | Inicio                | Fin                   | Partido | Partido |
| ---------- | -------------- | --------------------- | --------------------- | ------- | ------- |
|            | Ma'ruf Amin    | 20 de octubre de 2019 | 20 de octubre de 2024 |         | Ind.    |

### Ministerios Coordinadores
| Ministerio                                  | Fotografía | Titular                  | Período               | Período               | Partido | Partido |
| Ministerio                                  | Fotografía | Titular                  | Inicio                | Fin                   | Partido | Partido |
| ------------------------------------------- | ---------- | ------------------------ | --------------------- | --------------------- | ------- | ------- |
| Asuntos Económicos                          |            | Airlangga Hartarto       | 23 de octubre de 2019 | Al Próximo Gobierno   |         |         |
| Asuntos Políticos, Jurídicos y de Seguridad |            | Mohammad Mahfud Mahmodin | 23 de octubre de 2019 | 2 de febrero de 2024  |         | Ind.    |
| Asuntos Políticos, Jurídicos y de Seguridad |            | Muhammad Tito Karnavian  | 2 de febrero de 2024  | 21 de febrero de 2024 |         | Ind.    |
| Asuntos Políticos, Jurídicos y de Seguridad |            | Hadi Tjahjanto           | 21 de febrero de 2024 | 20 de octubre de 2024 |         | Ind.    |
| Asuntos Marítimos y de Inversiones          |            | Luhut Binsar Pandjaitan  | 27 de julio de 2016   | 20 de octubre de 2024 |         |         |
| Desarrollo Humano y Asuntos Culturales      |            | Muhadjir Effendy         | 23 de octubre de 2019 | 20 de octubre de 2024 |         | Ind.    |

### Ministerios
| Ministerio                                                                            | Fotografía | Titular                    | Período                  | Período                  | Partido | Partido  |
| Ministerio                                                                            | Fotografía | Titular                    | Inicio                   | Fin                      | Partido | Partido  |
| ------------------------------------------------------------------------------------- | ---------- | -------------------------- | ------------------------ | ------------------------ | ------- | -------- |
| Agricultura                                                                           |            | Syahrul Yasin Limpo        | 23 de octubre de 2019    | 6 de octubre de 2023     |         |          |
| Agricultura                                                                           |            | Arief Prasetyo Adi         | 6 de octubre de 2023     | 23 de octubre de 2023    |         | Ind.     |
| Agricultura                                                                           |            | Andi Amran Sulaiman        | 23 de octubre de 2023    | Al Próximo Gobierno      |         | Ind.     |
| Aldeas, Desarrollo de Regiones Desfavorecidas y Transmigración                        |            | Abdul Halim Iskandar       | 23 de octubre de 2019    | 20 de octubre de 2024    |         | PKB      |
| Asuntos Agrarios y Ordenación del Territorio (Jefe de la Agencia Nacional de Tierras) |            | Sofyan Djalil              | 23 de octubre de 2019    | 15 de junio de 2022      |         | Ind.     |
| Asuntos Agrarios y Ordenación del Territorio (Jefe de la Agencia Nacional de Tierras) |            | Hadi Tjahjanto             | 15 de junio de 2022      | 21 de febrero de 2024    |         | Ind.     |
| Asuntos Agrarios y Ordenación del Territorio (Jefe de la Agencia Nacional de Tierras) |            | Agus Harimurti Yudhoyono   | 21 de febrero de 2024    | 20 de octubre de 2024    |         |          |
| Asuntos Marinos y Pesca                                                               |            | Edhy Prabowo               | 23 de octubre de 2019    | 26 de noviembre de 2020  |         | Gerindra |
| Asuntos Marinos y Pesca                                                               |            | Luhut Binsar Pandjaitan    | 26 de noviembre de 2020  | 2 de diciembre de 2020   |         |          |
| Asuntos Marinos y Pesca                                                               |            | Syahrul Yasin Limpo        | 2 de diciembre de 2020   | 23 de diciembre de 2020  |         |          |
| Asuntos Marinos y Pesca                                                               |            | Sakti Wahyu Trenggono      | 23 de diciembre de 2020  | Al Próximo Gobierno      |         | Ind.     |
| Asuntos Religiosos                                                                    |            | Fachrul Razi               | 23 de octubre de 2019    | 23 de diciembre de 2020  |         | Ind.     |
| Asuntos Religiosos                                                                    |            | Yaqut Cholil Qoumas        | 23 de diciembre de 2020  | 20 de octubre de 2024    |         | PKB      |
| Asuntos Sociales                                                                      |            | Juliari Batubara           | 23 de octubre de 2019    | 6 de diciembre de 2020   |         | PDI-P    |
| Asuntos Sociales                                                                      |            | Muhadjir Effendy           | 6 de diciembre de 2020   | 23 de diciembre de 2020  |         | Ind.     |
| Asuntos Sociales                                                                      |            | Tri Rismaharini            | 23 de diciembre de 2020  | 6 de septiembre de 2024  |         | PDI-P    |
| Asuntos Sociales                                                                      |            | Muhadjir Effendy           | 6 de septiembre de 2024  | 11 de septiembre de 2024 |         | Ind.     |
| Asuntos Sociales                                                                      |            | Saifullah Yusuf            | 11 de septiembre de 2024 | Al Próximo Gobierno      |         | PKB      |
| Comercio                                                                              |            | Agus Suparmanto            | 23 de octubre de 2019    | 23 de diciembre de 2020  |         | PKB      |
| Comercio                                                                              |            | Muhammad Lutfi             | 23 de diciembre de 2020  | 15 de junio de 2022      |         | Ind.     |
| Comercio                                                                              |            | Zulkifli Hasan             | 15 de junio de 2022      | 20 de octubre de 2024    |         | PAN      |
| Comunicaciones y Tecnologías de la Información                                        |            | Johnny G. Plate            | 23 de octubre de 2019    | 17 de mayo de 2023       |         |          |
| Comunicaciones y Tecnologías de la Información                                        |            | Mohammad Mahfud Mahmodin   | 17 de mayo de 2023       | 17 de julio de 2023      |         | Ind.     |
| Comunicaciones y Tecnologías de la Información                                        |            | Budi Arie Setiadi          | 17 de julio de 2023      | 20 de octubre de 2024    |         | Ind.     |
| Cooperativas y Pequeñas y Medianas Empresas                                           |            | Teten Masduki              | 23 de octubre de 2019    | 20 de octubre de 2024    |         | Ind.     |
| Cooperativas y Pequeñas y Medianas Empresas                                           | PDI-P      | Teten Masduki              | 23 de octubre de 2019    | 20 de octubre de 2024    |         |          |
| Defensa                                                                               |            | Prabowo Subianto           | 23 de octubre de 2019    | 20 de octubre de 2024    |         | Gerindra |
| Educación, Cultura, Investigación y Tecnología                                        |            | Nadiem Makarim             | 23 de octubre de 2019    | 20 de octubre de 2024    |         | Ind.     |
| Empoderamiento de la Mujer y Protección Infantil                                      |            | Bintang Puspayoga          | 23 de octubre de 2019    | 20 de octubre de 2024    |         | PDI-P    |
| Empresas de Propiedad Estatal                                                         |            | Erick Thohir               | 23 de octubre de 2019    | Al Próximo Gobierno      |         | Ind.     |
| Energía y Recursos Minerales                                                          |            | Arifin Tasrif              | 23 de octubre de 2019    | 18 de agosto de 2024     |         | Ind.     |
| Energía y Recursos Minerales                                                          |            | Bahlil Lahadalia           | 18 de agosto de 2024     | Al Próximo Gobierno      |         |          |
| Finanzas                                                                              |            | Sri Mulyani                | 23 de octubre de 2019    | Al Próximo Gobierno      |         | Ind.     |
| Industria                                                                             |            | Agus Gumiwang Kartasasmita | 23 de octubre de 2019    | Al Próximo Gobierno      |         |          |
| Interior                                                                              |            | Muhammad Tito Karnavian    | 23 de octubre de 2019    | Al Próximo Gobierno      |         | Ind.     |
| Inversiones                                                                           |            | Bahlil Lahadalia           | 28 de abril de 2021      | 18 de agosto de 2024     |         | Ind.     |
| Inversiones                                                                           |            | Rosan Roeslani             | 18 de agosto de 2024     | Al Próximo Gobierno      |         | Ind.     |
| Investigación y Tecnología                                                            |            | Bambang Brodjonegoro       | 23 de octubre de 2019    | 28 de abril de 2021      |         | Ind.     |
| Justicia y Derechos Humanos                                                           |            | Yasonna Laoly              | 23 de octubre de 2019    | 18 de agosto de 2024     |         | PDI-P    |
| Justicia y Derechos Humanos                                                           |            | Supratman Andi Agtas       | 18 de agosto de 2024     | 20 de octubre de 2024    |         | Gerindra |
| Juventud y Deportes                                                                   |            | Zainudin Amali             | 23 de octubre de 2019    | 16 de marzo de 2023      |         |          |
| Juventud y Deportes                                                                   |            | Muhadjir Effendy           | 16 de marzo de 2023      | 3 de abril de 2023       |         | Ind.     |
| Juventud y Deportes                                                                   |            | Dito Ariotedjo             | 3 de abril de 2023       | Al Próximo Gobierno      |         |          |
| Medio Ambiente y Silvicultura                                                         |            | Siti Nurbaya Bakar         | 23 de octubre de 2019    | 20 de octubre de 2024    |         |          |
| Obras Públicas y Vivienda                                                             |            | Basuki Hadimuljono         | 27 de octubre de 2014    | 20 de octubre de 2024    |         | Ind.     |
| Planificación del Desarrollo Nacional                                                 |            | Suharso Monoarfa           | 23 de octubre de 2019    | 20 de octubre de 2024    |         |          |
| Reforma Administrativa y Burocrática                                                  |            | Tjahjo Kumolo              | 23 de octubre de 2019    | 1 de julio de 2022       |         | PDI-P    |
| Reforma Administrativa y Burocrática                                                  |            | Mohammad Mahfud Mahmodin   | 24 de junio de 2022      | 4 de julio de 2022       |         | Ind.     |
| Reforma Administrativa y Burocrática                                                  |            | Muhammad Tito Karnavian    | 4 de julio de 2022       | 15 de julio de 2022      |         | Ind.     |
| Reforma Administrativa y Burocrática                                                  |            | Mohammad Mahfud Mahmodin   | 15 de julio de 2022      | 7 de septiembre de 2022  |         | Ind.     |
| Reforma Administrativa y Burocrática                                                  |            | Abdullah Azwar Anas        | 7 de septiembre de 2022  | 20 de octubre de 2024    |         | PDI-P    |
| Recursos Humanos                                                                      |            | Ida Fauziyah               | 23 de octubre de 2019    | 1 de octubre de 2024     |         | PKB      |
| Relaciones Exteriores                                                                 |            | Retno Marsudi              | 27 de octubre de 2014    | 20 de octubre de 2024    |         | Ind.     |
| Salud                                                                                 |            | Terawan Agus Putranto      | 23 de octubre de 2019    | 23 de diciembre de 2020  |         | Ind.     |
| Salud                                                                                 |            | Budi Gunadi Sadikin        | 23 de diciembre de 2020  | Al Próximo Gobierno      |         | Ind.     |
| Secretaría del Estado                                                                 |            | Pratikno                   | 27 de octubre de 2014    | 20 de octubre de 2024    |         | Ind.     |
| Transporte                                                                            |            | Budi Karya Sumadi          | 27 de julio de 2016      | 20 de octubre de 2024    |         | Ind.     |
| Turismo y Economía Creativa                                                           |            | Wishnutama Kusubandio      | 23 de octubre de 2019    | 23 de diciembre de 2020  |         | Ind.     |
| Turismo y Economía Creativa                                                           |            | Sandiaga Uno               | 23 de diciembre de 2020  | 20 de octubre de 2024    |         | Gerindra |
| Turismo y Economía Creativa                                                           |            | Sandiaga Uno               | 23 de diciembre de 2020  | 20 de octubre de 2024    |         |          |

### Otras posiciones
| Ministerio                                                | Fotografía | Titular              | Período               | Período                  | Partido | Partido |
| Ministerio                                                | Fotografía | Titular              | Inicio                | Fin                      | Partido | Partido |
| --------------------------------------------------------- | ---------- | -------------------- | --------------------- | ------------------------ | ------- | ------- |
| Jefe de la Agencia Nacional de Investigación e Innovación |            | Bambang Brodjonegoro | 23 de octubre de 2019 | 28 de abril de 2021      |         | Ind.    |
| Jefe de la Agencia Nacional de Investigación e Innovación |            | Laksana Tri Handoko  | 28 de abril de 2021   | En el cargo              |         | Ind.    |
| Jefe de la Autoridad de la Ciudad Capital de Nusantara    |            | Bambang Susantono    | 10 de marzo de 2022   | 5 de junio de 2024       |         | Ind.    |
| Jefe de Gabinete Presidencial                             |            | Moeldoko             | 17 de enero de 2018   | 20 de octubre de 2024    |         | Ind.    |
| Portavoz Presidencial                                     |            | Fadjroel Rachman     | 21 de octubre de 2019 | 26 de agosto de 2021     |         | Ind.    |
| Portavoz Presidencial                                     |            | Vacante              | 26 de agosto de 2021  | En el cargo              |         |         |
| Secretario de Gabinete                                    |            | Pramono Anung        | 12 de agosto de 2015  | 22 de septiembre de 2024 |         | PDI-P   |